# Koncert velmocí

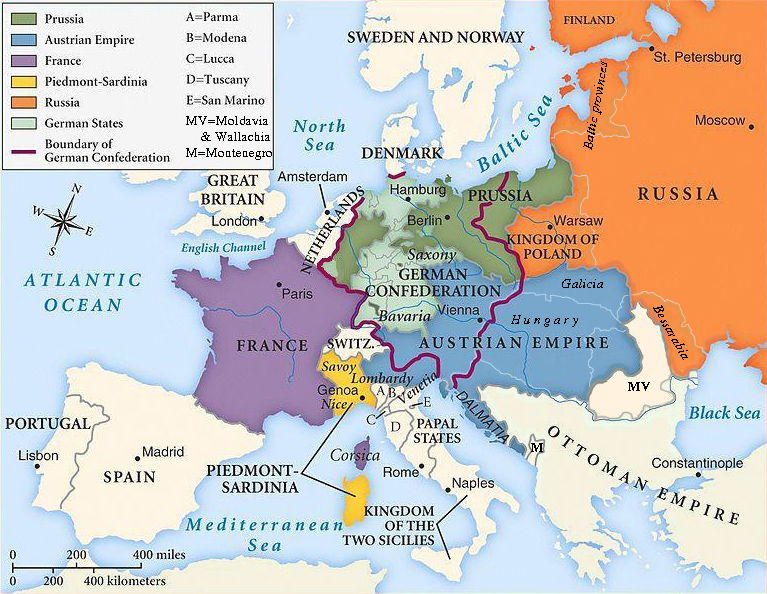
Mapa Evropy po Vídeňském kongresu 1815

Koncert velmocí označuje systém politické rovnováhy, který mezi evropskými mocnostmi fungoval od Vídeňského kongresu, jenž v roce 1815 uzavřel období francouzských revolučních a napoleonských válek, do vypuknutí první světové války v roce 1914. Výjimku v tomto období představují jednak léta 1853 až 1856, kdy velmoci konfrontovaly své síly v krymské válce, jednak prusko-francouzská válka v roce 1870. Významný zlom znamenalo pro koncert velmocí sjednocení Německa v roce 1871. Narušení mocenské rovnováhy vedlo k utvoření vojenských aliancí známých jako Trojdohoda a Trojspolek a v konečném důsledku i k vypuknutí první světové války.